# Calliphora clementei
Calliphora clementei är en tvåvingeart som först beskrevs av Iches 1906.  Calliphora clementei ingår i släktet Calliphora och familjen spyflugor. Inga underarter finns listade i Catalogue of Life.